# إليجاه هاملين
إليجاه هاملين هو محامي وسياسي أمريكي، ولد في 1800، وتوفي في 1872. انتخب عضو مجلس نواب مين ‏ وانتخب عضو مجلس ولاية مين ‏.